# Vaikom
Vaikom (o Vaikam) è una suddivisione dell'India, classificata come municipality, di 22.637 abitanti, situata nel distretto di Kottayam, nello stato federato del Kerala. In base al numero di abitanti la città rientra nella classe III (da 20.000 a 49.999 persone).

## Geografia fisica
La città è situata a 9° 46' 0 N e 76° 24' 0 E e ha un'altitudine di 2 m s.l.m..

## Società

### Evoluzione demografica
Al censimento del 2001 la popolazione di Vaikom assommava a 22.637 persone, delle quali 10.955 maschi e 11.682 femmine. I bambini di età inferiore o uguale ai sei anni assommavano a 2.165, dei quali 1.089 maschi e 1.076 femmine. Infine, coloro che erano in grado di saper almeno leggere e scrivere erano 19.422, dei quali 9.620 maschi e 9.802 femmine.

## Monumenti e luoghi d'interesse
- Tempio Vaikom